# Tancred Robinson (3e baronnet)
Tancred Robinson, 3e baronnet (v. 1685 - 2 septembre 1754) est un contre-amiral anglais et maire de York.

## Biographie
Il est le deuxième fils de William Robinson (1er baronnet) de Newby, Yorkshire et a succédé à son frère aîné Metcalfe comme baronnet et hérite de Newby Park en 1741. Son frère cadet, Thomas est créé baron Grantham.
Il rejoint la Royal Navy, est fait chevalier et nommé commandant du HMS Solebay (1707) et du Gosport (1708). Après avoir été promu capitaine, il commande successivement les HMS Deptford (1710), Winchester (1712-1714), Dreadnought (1716-1718) et Britannia (1734-1736). En 1736, il est fait contre-amiral de l'escadre bleue et en 1739, contre-amiral des Blancs. Il prend sa retraite de la marine en 1741.
Il est élu maire de York en 1718 et à nouveau en 1738.
Après sa mort en 1754, il est enterré à l'église St Crux de York, aujourd'hui démolie, avec un monument à sa mémoire. Il épouse Mary Norton, fille de Rowland Norton, de Dishforth, dans le Yorkshire, et a trois fils (le plus âgé qui l'a précédé dans la tombe) et quatre filles. Son fils aîné, Sir William Robinson, 4e baronnet, lui succède.